# Вондрак, Вацлав
Ва́цлав Во́ндрак (чеш. Václav Vondrák; 22 сентября 1859, Дуб, Богемия — 13 августа 1925, Брно) — чешский филолог. Член Чешской академии наук и искусства.

## Биография
В 1872—1880 годы посещал гимназию в Прахатице и Ческе-Будеёвице, затем переехал в Вену. Изучал романскую, а после славянскую филологию под руководством Франца Миклошича в Венском университете. В 1884 году получил докторскую степень. В 1881—1891 годы работал частным преподавателем. С 1891 года — ассистент, с 1893 года — приват-доцент Венского университета. В 1903 году получил звание экстраординарного, а в 1910 году — ординарного профессора в Венском университете. С 1919 года — профессор университета в Брно.
Вондрак изучал старославянский язык, сравнительную грамматику славянских языков.

## Работы
- Zur Würdigung der altslovenischen Wenzelslegende und der Legende vom heiligen Prokop, 1892
- Glagolita Clozův, 1893
- Frisinské památky — Jich vznik a význam v slovanském písemnictví, 1896 (online)
- O mluvě Jana exarcha bulharského : Příspěvek k dějinám církevní slovanštiny, 1896
- Altkirchenslavische Grammatik, 1900, 1912
- Studie z oboru církevněslovanského písemnictví, 1903
- O původu kijevských listů a pražských zlomků a o bohemismech v starších církevně slovanských památkách vůbec, 1904
- Vergleichende Slavische Grammatik. 1. Band, Lautlehre und Stammbildungslehre, 1906
- Vergleichende Slavische Grammatik. 2. Band, Formlehre und Syntax, 1908
- Církevněslovanská chrestomatie, 1925
- Vývoj současného spisovného českého jazyka, 1926
- Vokabulář klasické staroslověnštiny, 2003